# 南亞長尾水青蛾
南亞長尾水青蛾（学名：Actias selene）是天蠶蛾科長尾水青蛾屬的一種蛾，主要分布於東亞至南亞一帶，喜棲息於濕潤落葉林。

## 相關圖片

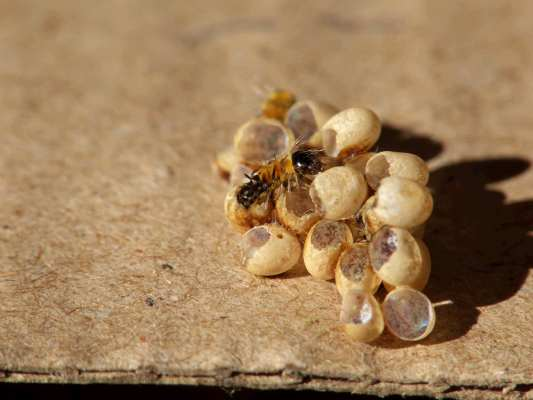
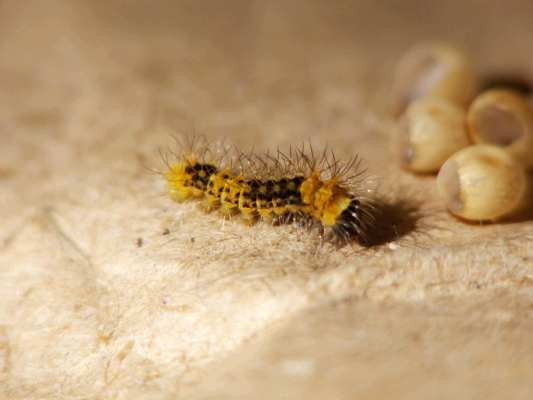
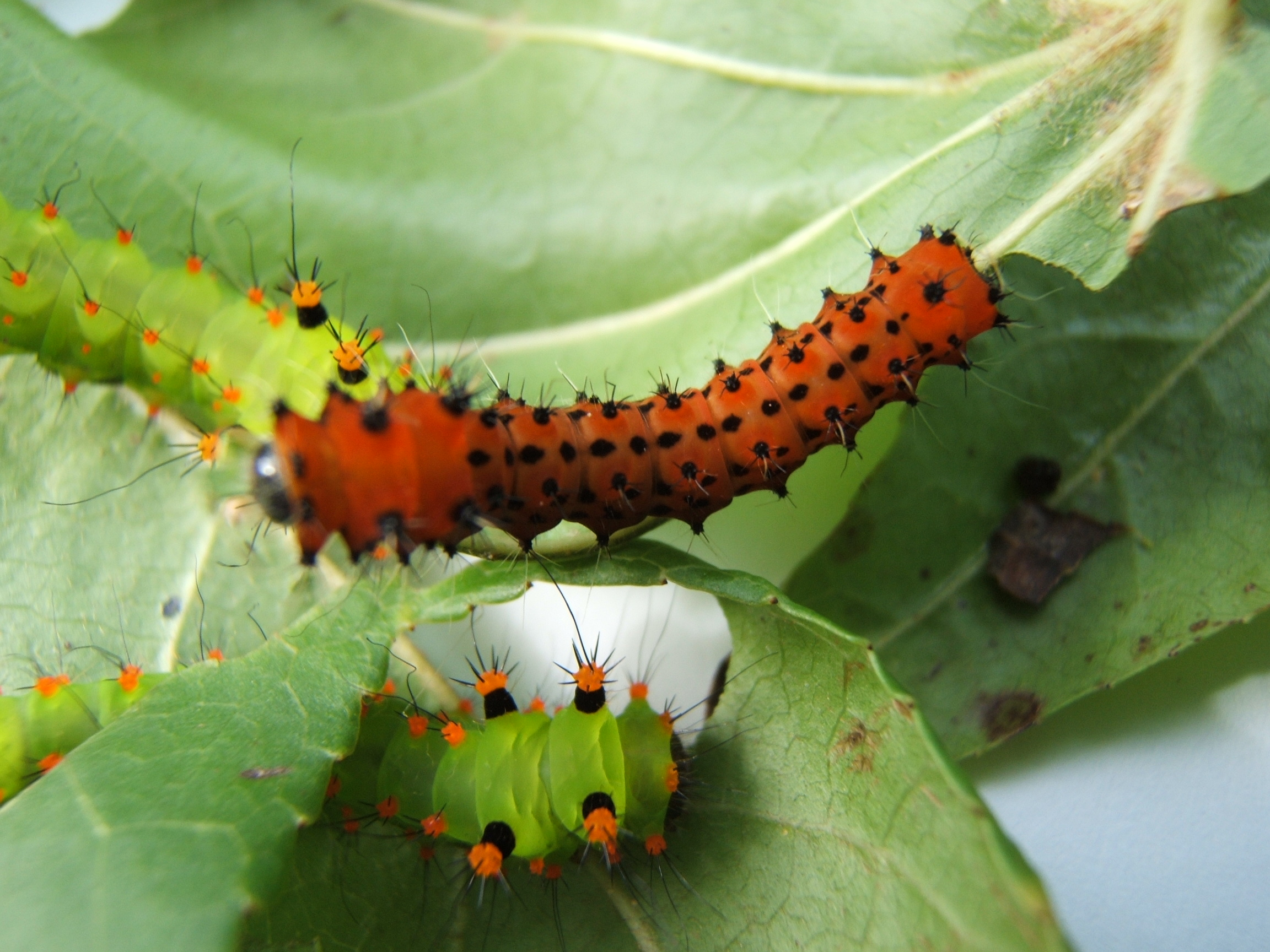
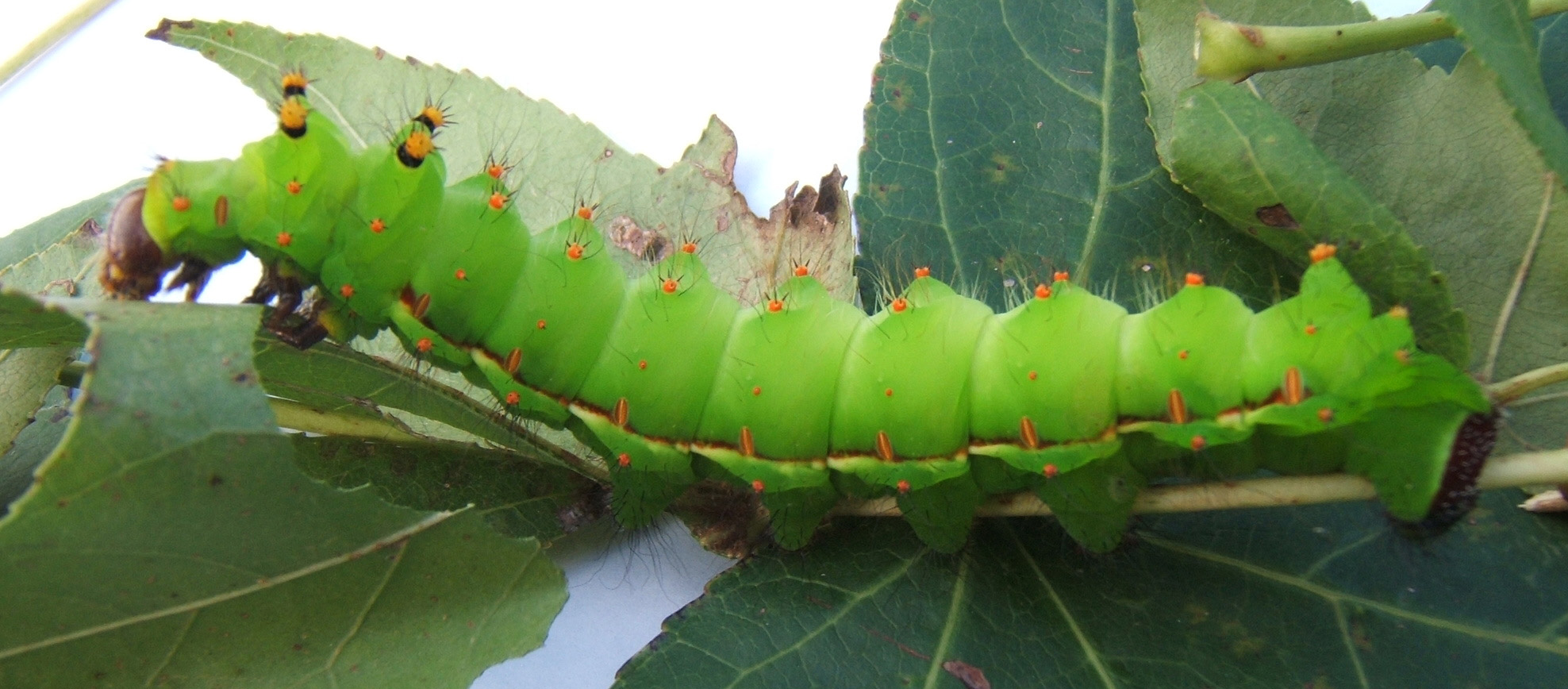
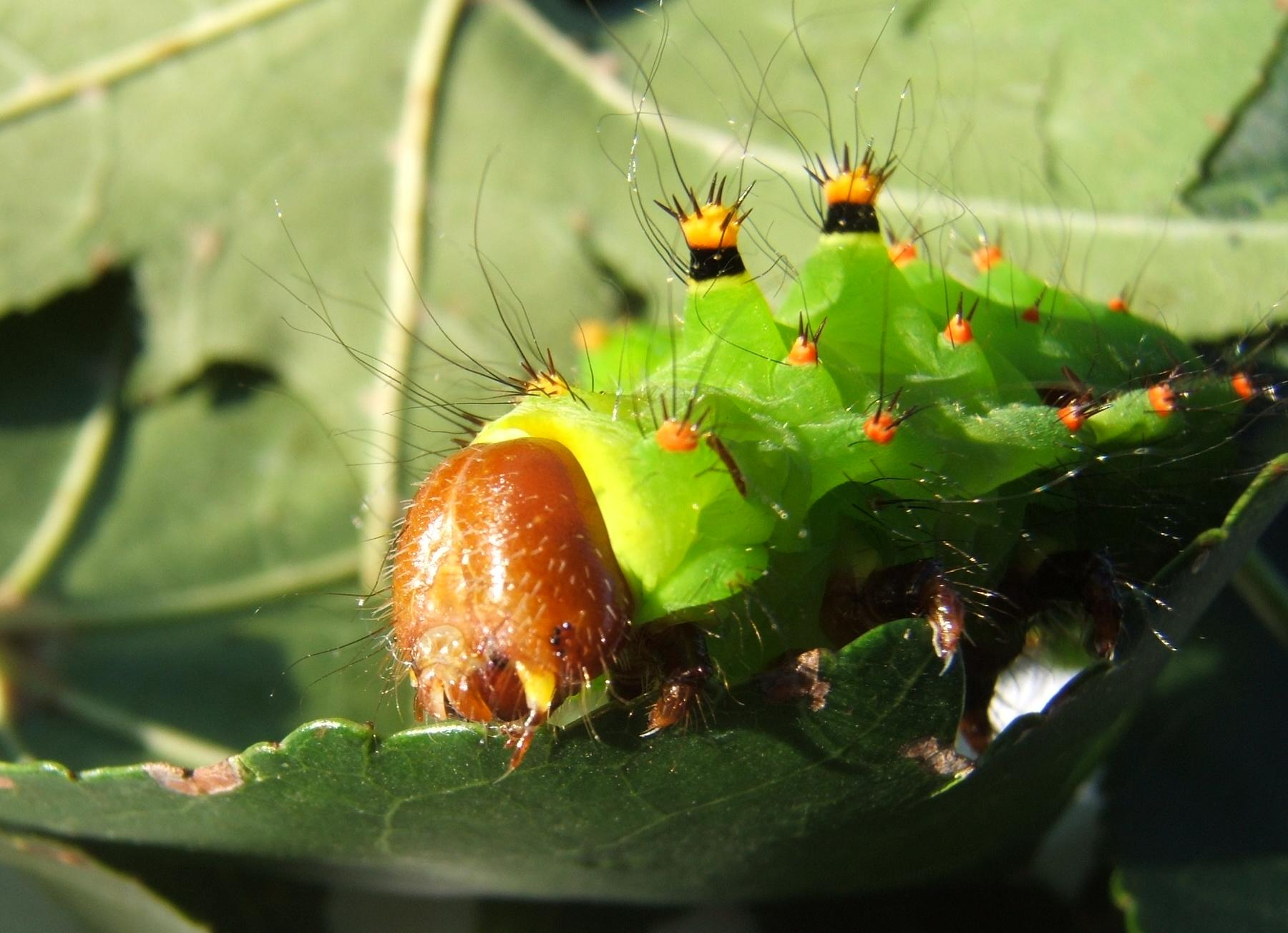
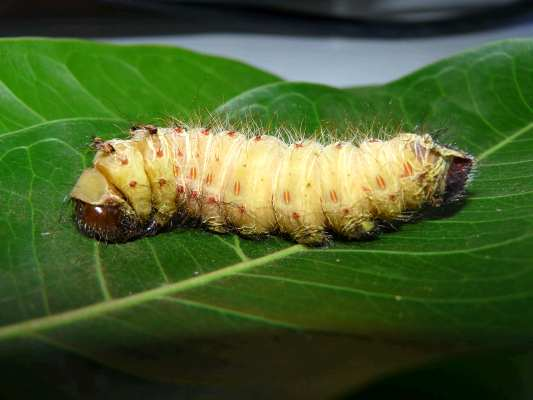
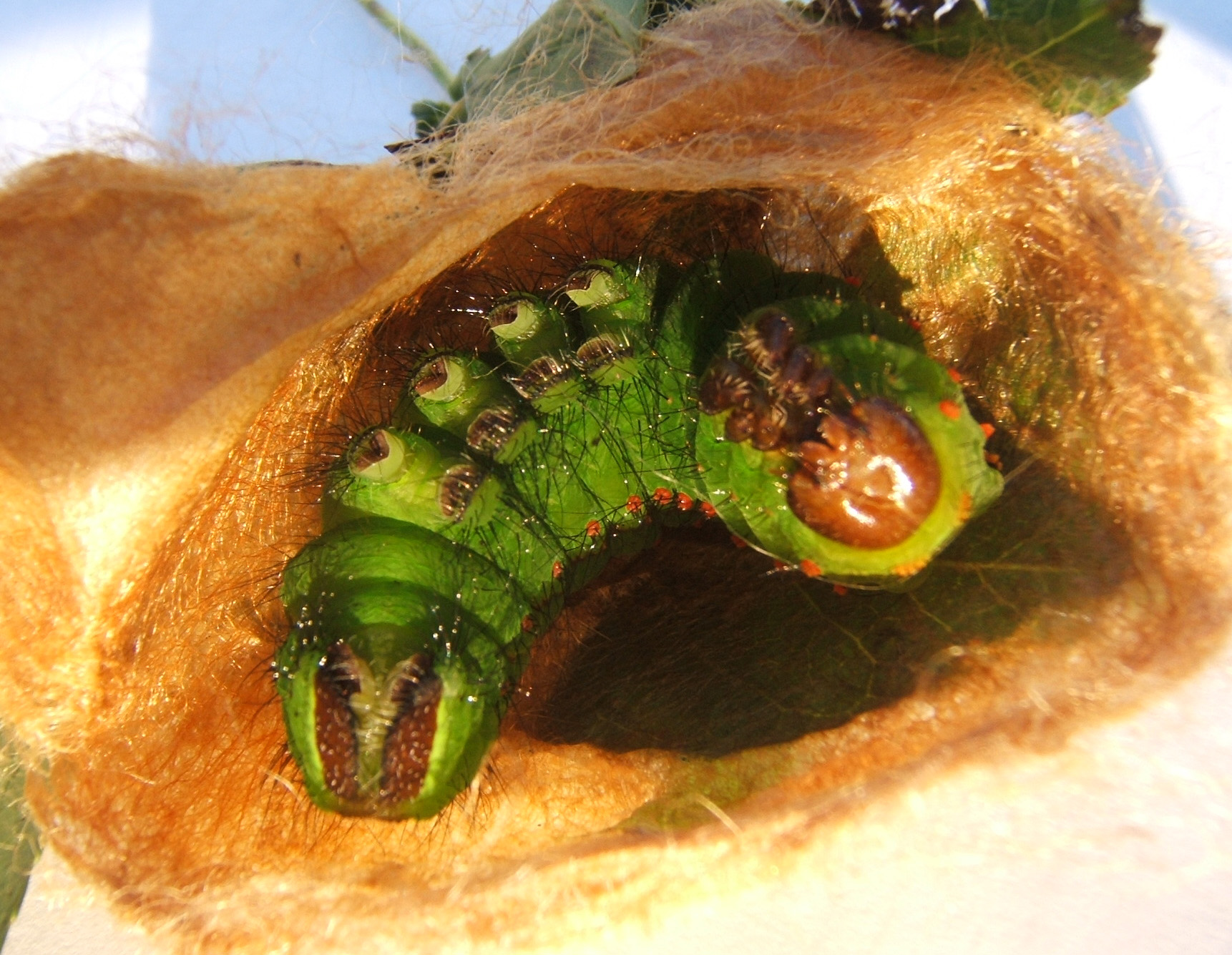
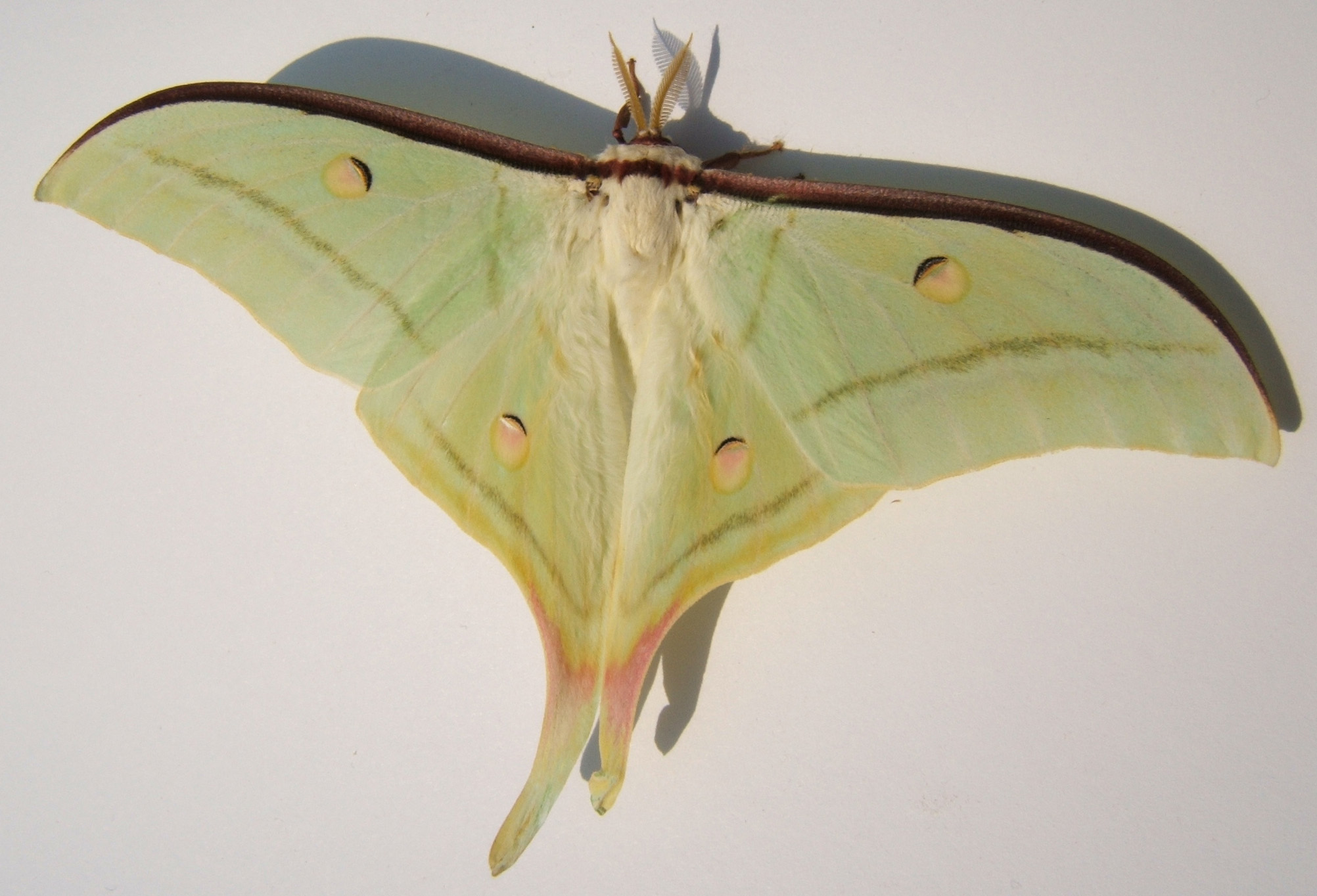
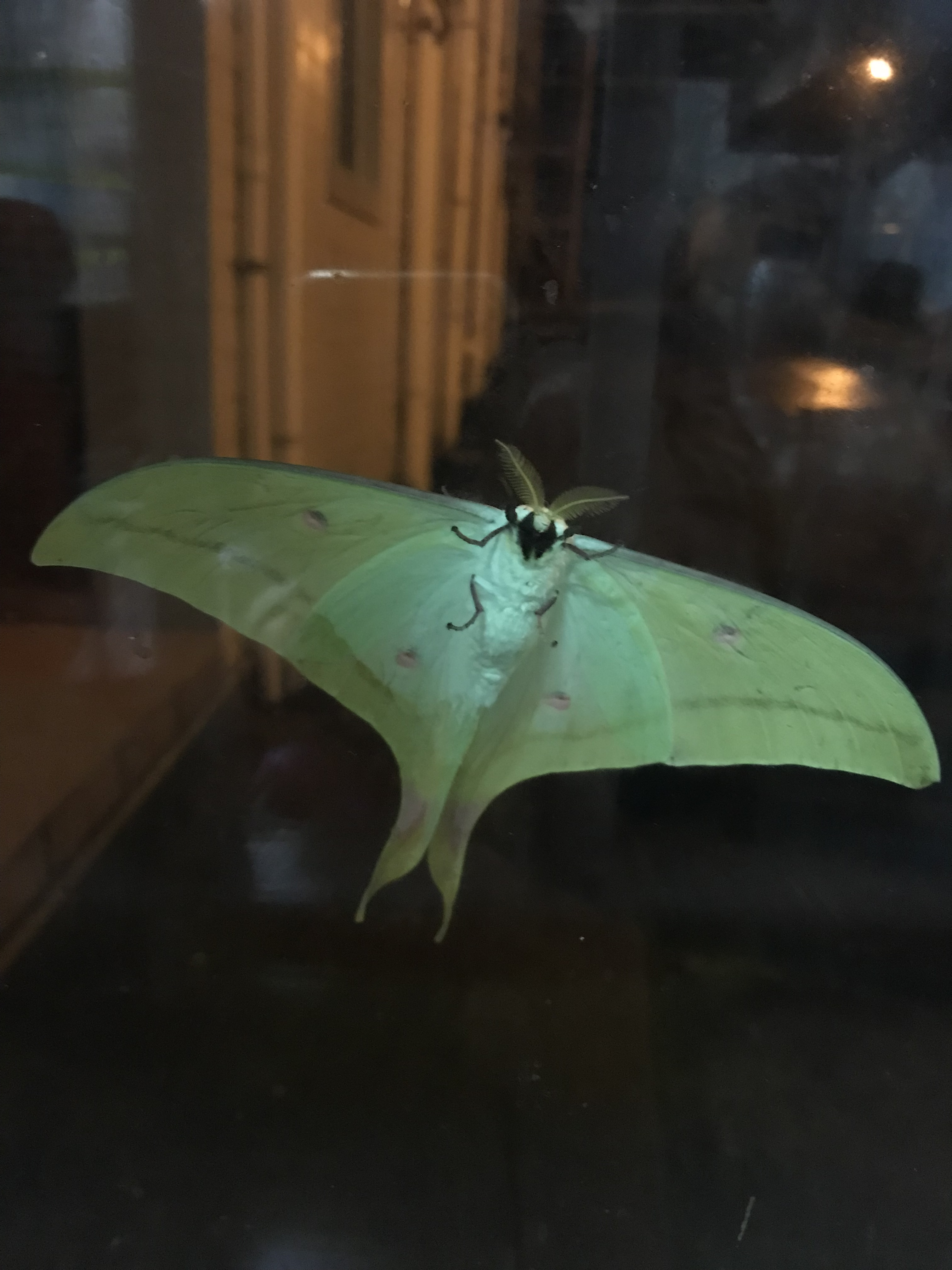

## 外部連結
- http://www.butterflies.be （页面存档备份，存于）